# Teracotona trifasciata
Teracotona trifasciata là một loài bướm đêm thuộc phân họ Arctiinae, họ Erebidae.